# 문가학
문가학(文可學, ? ~ 1406년 음력 12월 5일)은 고려 말 조선 초의 도사이다.
문가학이 소싯적 둔철산 정취암에서 공부를 하다가, 정월 초하루날 절의 승려들이 요물을 피해 도망가자 자신이 그 요물을 잡아 보이겠다며 혼자 절에 남았다. 밤이 되자 아름다운 여자가 나타나 함께 술을 마셨는데, 여자가 술에 취해 쓰러져 보니 그 정체가 여우였다. 문가학이 여우를 새끼줄로 묶어 버리자 여우가 울면서 둔갑술의 비술책을 줄 테니 풀어달라고 호소했다. 이에 문가학이 허락하자 여우는 몸을 완전히 감출 수 있는 장신술(藏身術) 부분은 찢어서 자기가 가져가고 비술서를 내주었다는 설화가 있다.
조선이 건국되고, 광주에 가뭄이 들자 광주목사가 문가학에게 청하여 비를 내리게 해 달라고 했다. 문가학은 사양하다가 승낙하여 세 번 비를 내렸다. 태종 2년(1402년), 또다시 가뭄이 들자 예문관 직제학 정이오가 임금에게 문가학을 천거했다. 임금이 내관을 시켜 문가학을 부른 뒤 “네가 능히 비를 내릴 수 있다면 나를 위해 비를 빌라”고 요구했다. 문가학은 사흘 안에 비를 내릴 수 있다고 했으나 비가 오지 않았다. 문가학은 “급히 서울로 올라온다고 정성과 공경이 부족한 것이니, 송림사에서 치재하게 해 달라”고 했고, 그 다음날부터 이틀동안 비가 내렸다. 그래서 문가학에게 쌀과 옷을 상으로 내렸다. 문가학은 항상 “젊어서부터 《신중경》(神衆經)을 외어 그 도를 얻었는데, 무릇 평생에 바라는 모든 것이 내 수중에 있다”고 주장하고 다녔다. 하지만 정작 문가학 본인은 생긴 것이 얼빠진 사람 같았다.
그 뒤로도 문가학은 몇 번 불려와서 기우제를 지냈다. 《조선왕조실록》 〈태종실록〉에 보면 1403년 음력 4월 27일, 1404년 5월 21일, 1405년 음력 5월 8일에 그 기록이 있다. 하지만 비가 내렸으나 겨우 먼지만 적실 따름이었다.
1406년, 문가학은 역심을 품고 백성들을 모아 자신이 “천병(天兵)과 신병(神兵)을 부를 수 있으니, 인병(人兵)만 모이면 거사를 치를 수 있다”고 선동했다. 이에 생원 김천(金蕆), 전 봉상시 주부 임빙(任聘), 생원 조방휘(趙方輝), 전 부정 조한생(趙漢生), 전 소윤 김양(金亮) 등이 가담하여 역모를 꾀했다. 임빙의 외조부인 부사직 조곤(趙昆)이 음모를 알고 신고하여 그 무리가 일망타진되었다. 태종은 대로하여 문가학을 “미친 놈”이라고 일컬었다. 문가학, 임빙, 김양, 김천, 조방휘, 조한생 등은 저잣거리에서 환형, 즉 거열에 처해지고, 그 가족들도 모두 교수형에 처해졌다. 다만 임빙은 외조부 조곤이 자수한 덕에 그 처자식과 형제는 연좌제를 면하였다.